# Сокрытие американцами японских военных преступлений
Американское сокрытие японских военных преступлений произошло после окончания Второй мировой войны, когда оккупационное правительство США предоставило политический иммунитет военнослужащим, которые занимались экспериментами над людьми и другими преступлениями против человечности, преимущественно в континентальном Китае. Помилование японских военных преступников, среди которых были командиры Отряда 731 генерал Сиро Исии и генерал Масадзи Китано, осуществлялось под наблюдением генерала армии Дугласа Макартура в сентябре 1945 года. В то время как ряд военных трибуналов и были организованы судебные процессы, многие высокопоставленные чиновники и врачи, которые разрабатывали и соответственно проводили эксперименты, были помилованы и никогда не привлекались к ответственности. Только в отряде 731 погибло 12 000 человек, большинство из которых были китайцами, и ещё больше погибло на других объектах, таких как Отряд 100 и в полевых экспериментах по всей Маньчжурии.

## Сокрытие
Американское правительство направило генерала Макартура наблюдать за восстановлением послевоенной Японии и переходом к демократии от ранее феодальной системы управления. Макартур также отвечал за сбор данных о биологической войне, которые были получены в результате экспериментов на людях. Правительство США предложило полный политический иммунитет высокопоставленным чиновникам, которые сыграли важную роль в увековечении преступлений против человечности, в обмен на данные об их экспериментах. Однако генерал Макартур в то время не знал, что эти данные получены в результате экспериментов на людях. Среди них был и Сиро Исии, командир отряда 731. В ходе операции сокрытия правительство США заплатило деньги за получение данных об экспериментах на людях, проведённых в Китае, говорится в двух рассекреченных правительственных документах США.
Общая сумма, выплаченная неназванным бывшим членам печально известного подразделения, составляла где-то от 150 000 до 200 000 иен. Сумма в 200 000 иен в то время эквивалентна 20 миллионам иен против 40 миллионов иен сегодня.
Хирохито, как император, дал своё согласие относительно политики и деятельности Отряда 731, Отряда 100 и других объектов для экспериментов над людьми. Несмотря на это, нет никаких свидетельств того, что он был тщательно информирован о большинстве зверств, происходивших на этих объектах. Он был одним из многих, кому будет предоставлен иммунитет. Макартур, следуя Потсдамской декларации, собрал присяжных для Токийского процесса, на котором ряд японских чиновников были успешно судимы и осуждены.

## Смотреть также
- Военные преступления Японии
- Военные преступления США
- Отряд 731
- Отряд 100
- Сиро Исии